# Подземный шмель
Подземный шмель (лат. Bombus subterraneus) — вид шмелей.

## Описание
Самки 19—22 мм, рабочие 11—18 мм, самцы 14—16 мм.

## Распространение
Европа от Великобритании и Испании до Урала, Кавказ, Закавказье, горы Южной Сибири, Восточного Казахстана и Монголии; интродуцирован в Новую Зеландию.

## Интродукция
Bombus subterraneus был одним из 4-х видов шмелей, завезённых в 1885—1906 годах из Великобритании в Новую Зеландию для опыления клевера. В настоящее время он стал там очень редким и почти исчез. Последний раз его находили в 1988 году.